# Planck-állandó
A Planck-állandó a kvantummechanika egyik alapvető állandója. Max Planckról, a kvantummechanikában nagy szerepet játszó fizikusról nevezték el.
Értéke:
{\displaystyle h=6{,}626\,070\,15\cdot 10^{-34}\,{\mbox{J}}\cdot {\mbox{s}}=4{,}135\,667\,667\,696\,{\mbox{eV}}\cdot {\mbox{fs}}}.
A Planck-állandó mértékegysége energia szorozva idővel, amely a hatás egysége. Az egység lendület szorozva távolság formában is felírható (N·m·s), amely a perdület (régebbi nevén impulzusmomentum) egysége.
Szemléletesen a Planck-állandó az 1 Hz-es foton energiáját adja meg. E tulajdonsága miatt 2019. május 20-a óta ez alapján definiálják a kilogramm mértékegységet.
Sok esetben kényelmesebben használható a redukált Planck-állandó, vagy másik nevén Dirac-állandó:
{\displaystyle \hbar ={\frac {h}{2\pi }}=1{,}054\,571\,817\cdots \,\cdot 10^{-34}\,{\mbox{J}}\cdot {\mbox{s}}=0{,}658\,211\,9569\cdots \,{\mbox{eV}}\cdot {\mbox{fs}},}
ahol {\displaystyle \pi } a matematika pi állandója. Kiejtése: h-vonás.
Eredetileg a feketetest-sugárzás során vezette be Planck. Feltételeznie kellett, hogy energiaátadás csak kvantumosan (meghatározott adagokban) lehetséges.
A fotoeffektus során is megjelenik. Adott ν frekvenciájú fény adott E energiájú fotonokból áll:
{\displaystyle E=h\nu \,,}
Gyakran kellemesebb ezt az ω=2πν körfrekvenciával felírni, melyből
{\displaystyle E=\hbar \omega \,,}
Eddig az energia kvantálásáról volt szó. Hasonló elvégezhető más mennyiségekkel is, például a perdülettel is.
A Planck-állandó megjelenik Heisenberg határozatlansági relációjában is.
A helymérésben fellépő Δx bizonytalanság és az azonos irányban mért lendület Δp bizonytalanságára igaz:
{\displaystyle \Delta x\Delta p={\begin{matrix}{\frac {1}{2}}\end{matrix}}\hbar }
Hasonlóan igaz több mérhető mennyiségpárra is.